# Pokolj u Suhumiju
Pokolj u Suhumiju dogodio se 27. rujna 1993. godine, tijekom i nakon pada Suhumija u ruke separatista tijekom rata u Abhaziji. Pokolj gruzijskih civila u Suhumiju izvodili su uglavnom vojne snage abhaških separatista, njihovih sjevernokavkaskih i ruskih saveznika. Postalo je dijelom kampanje nasilnog etničkog čišćenja koje su provodili separatisti.

## Tijek događaja
Dana 27. rujna 1993. godine, separatističke snage su prekršile primirje, koje su inicirali Ujedinjeni narodi, a koje je jamčila Ruska Federacija, zabranjujući objema stranama vođenje operacija. Kao dio prekida vatre, gruzijske su snage povukle svoje teško topništvo i tenkove iz Suhumija. Abhazija, Konfederacija planinskih naroda Kavkaza, kozaci i ruski militanati upali su u Suhumi rano ujutro. Suočene s velikim brojem boraca, jedinice gruzijske vojske koje su ostale u gradu nisu mogle spriječiti separatistički dolazak u grad. Do podneva su separatistički militanti i njihovi saveznici zauzeli televizijske zgrade i mostove. Gruzijske snage povukle su se u zgradu vlade Abhazijske autonomne republike, gdje su namjeravale pružiti sigurnost članovima vlade Abhazije. Kasno popodne grad su okupirali separatisti i njihovi saveznici.
U nadi primirja, velik broj civila ostao je u gradu. Separatisti i njihovi saveznici počeli su šetati se ulicama Suhumija, okupljajući sve civile koje su pronašli. Muškarci, žene i djeca pogubljeni su na ulicama, cestama, u njihovim stanovima, kućama i dvorištima. Prema svjedocima, mnogi su ljudi mučeni, a neki su bili prisiljeni gledati kako ubijaju članove njihove obitelji - djecu pred roditeljima i roditelje pred djecom.
»Kad je Abhaz ušao u moju kuću, izveli su mene i mog sedmogodišnjeg sina napolje. Nakon što su nas prisilili da kleknemo, uzeli su mog sina i ubili ga preda mnom. Nakon što su me uhvatili za kosu i odveli do obližnjeg zdenca, abhazijski vojnik natjerao me da dobro pogledam; tamo sam vidjela trojicu mlađih muškaraca i nekoliko starijih žena kako stoje goli. Vrištali su i plakali dok su Abhazi bacali mrtva tijela na njih. Nakon toga su tamo bacili granatu i stavili još ljudi unutra. Opet sam bila prisiljena kleknuti pred mrtvim leševima. Jedan od vojnika uzeo je nož i iskopao oko iz jednog mrtvog u mojoj blizini. Tada mi je počeo mrljati moje usne i lice tim izvađenim okom. Nisam više mogla izdržati i onesvijestila sam se. Ostavili su me tamo na hrpi leševa.«:str 87.
Žene su postale meta sadističkog silovanja. Izbjeglice se prisjećaju da su ljudi gorjeli živi, dok nisu umrli, a komadali su ih dok su još bili živi. Pokolji su se dogodili u gradskom parku, ispred zgrade vlade, u školama i bolnicama. Gotovo svi članovi vlade Abhaza zarobljeni su i pogubljeni.
Jedan američki izvještaj iz 1994. godine također opisuju scene masovnih kršenja ljudskih prava:
"Abhazijske separatističke snage počinile su široka zvjerstva nad gruzijskim civilima, ubivši mnoge žene, djecu i starce, hvatajući neke kao taoce, a druge mučeći ... ubili su i velik broj gruzijskih civila koji su ostali u Abhaziji".
"Separatisti su pokrenuli vladavinu terora nad većinskim gruzijskim stanovništvom, iako su druge nacionalnosti pretrpjele posljedice pokolja. Čečeni i drugi sjevernjaci iz Ruske Federacije navodno su se pridružili lokalnim abhazijskim trupama u zločinima - ubijajući civile bez obzira na dob i spol. Leševi koji su pronađeni na teritoriji s Abhazijom pokazali su znakove velikog mučenja".

## Implikacije
Eduard Ševardnadze pobjegao je iz grada neposredno prije dolaska separatističkih snaga, pošto se ranije obvezao ostati tamo što je duže moguće. Ubrzo su snage zauzele čitav teritorij Abhazije, osim male regije klisure Kodori (koja je ostala pod nadzorom gruzijskog vojskovođe Emzara Kvitsianija do srpnja 2006. godine, a kasnije Tbilisija do kolovoza 2008.). Potpuni poraz gruzijskih vladinih snaga uslijedio je nakon etničkog čišćenja gruzijskog stanovništva.:str. 877. i 881. 200 000 - 250 000 izbjeglica (uglavnom Gruzijaca) protjerano je iz Abhazije. Nasilje se nastavilo 1994. godine, unatoč sporazumu između vlade Gruzije i Abhazije o raspoređivanju mirovnih snaga iz Zajednice neovisnih država. Čečenski militanti koji su se borili u Abhaziji su sudjelovali i u Prvom čečenskom ratu.

## Počinitelji pokolja
Postoji niz oprečnih tvrdnji o tome jesu li pokolj vodili abhazijski vojnici ili njihovi ruski i sjevernokavkaski saveznici. Navodno je zapovjednik separatističkih snaga, djelomično odgovoran za pokolj, bio zamjenik ministra obrane i "heroj" Abhazije, Šamil Basajev. Prema svjedocima, vojnici su govorili jezike sjevernog Kavkaza i ruski jezik. Međutim, neke izbjeglice koje su preživjele pokolj tvrdile su da su prepoznale narode Abhazije i Armenije kako surađuju s vojnicima u pokoljima u različitim četvrtima. Mnogi se sjećaju naredbi ruskih časnika: "Ne uzimajte zarobljenike žive!" 
Kuće i zemljišta koji su bili u gruzijskom vlasništvu opljačkali su i preuzeli Abhazi, Rusi, Kozaci i drugi saveznici.
Organizacija za europsku sigurnost i suradnju (OESS) nedavno je priznala i osudila etničko čišćenje Gruzijaca u Abhaziji. Iako su mnogi separatistički militanti optuženi za počinjenje masakra, još nitko nije osuđen.